# Dendrobium archipelagense
Dendrobium archipelagense är en orkidéart som beskrevs av Howcroft och W.N.Takeuchi. Dendrobium archipelagense ingår i släktet Dendrobium, och familjen orkidéer. Inga underarter finns listade i Catalogue of Life.